# Батон Дезидиат
Батон Дезидиат (на латински: Baton Desidiatus), известен и като Бато Илирийски, е предводител на далматите срещу Римската империя в Батонската война от 6 до 9 г. Той е споменаван от римските автори Овидий, Гай Светоний, Дион Касий и Страбон.
Батон израства като римски перегрин и първенец на далматинското племе дезидиати, резидиращо на територията на днешна Босна и Херцеговина. Към началото на новото хилядолетие районът е присъединен към новозавладяната от Октавиан Август римска провинция Илирик. Тя все още не е напълно покорена и наложените данъци консолидират антиримската опозиция. Принудителен набор на спомагателни далматински войски предизвиква тяхното неподчинение и въстанието избухва. Батон повежда въстаниците към неуспешна обсада на провинциалната столица Салона, след като е отблъснат от Марк Валерий Месала Месалин. Следва отстъпление и стратегическо обединение с другия въстаник Бато Бревк. Последният по-късно се предава на римляните на брега на река Босна, за което е наказан със смърт от Батон.

Остатъците от въстаническата армия са преследвани и разбити от бъдещия император Тиберий, като самия Батон Дезидиат е заловен и задържан доживот в Равена. Когато е разпитван за неподчинението си му се приписват следните думи като отговор:
| „ | Вие, Римляни, сте виновни за това; изпратихте за пазители на стадата си не кучета или овчари, а вълци. | “ |

- Илирийски щит
- Илирийски боец благородник